# FC Encamp
FC Encamp este un club de fotbal din Encamp, Andorra.

## Palmares
- Campionat de Lliga: 2

1996, 2002
- Segona Divisió: 2

2006, 2009

## Cupa UEFA Intertoto
| Sezon | Competitie         | Runda    | Oras   | Club      | Acasa | Deplasare | General |
| ----- | ------------------ | -------- | ------ | --------- | ----- | --------- | ------- |
| 2003  | UEFA Intertoto Cup | 1. Round | Belgia | Lierse SK | 0-3   | 1-4       | 1-7     |

## Cupa UEFA
| Sezon   | Competitie | Runda            | Oras  | Club                      | Acasa | Deplasare | General |
| ------- | ---------- | ---------------- | ----- | ------------------------- | ----- | --------- | ------- |
| 2002-03 | Cupa UEFA  | Qualifying Round | Rusia | FC Zenit Saint Petersburg | 0-5   | 0-8       | 0-13    |